# Syd van der Vyver
Syd van der Vyver (1 juni 1920 – Pennington (KwaZoeloe-Natal), 19 augustus 1989) was een autocoureur uit Zuid-Afrika.
Hij wilde deelnemen aan zijn thuisrace in 1962 voor het team Lotus, maar zijn auto was total-loss na een crash een week eerder, zodat hij niet kon deelnemen. Hierdoor scoorde hij geen punten voor het wereldkampioenschap Formule 1.